# Kate Mullany
Kate Mullany (Irlanda, 1845 - Troy, Estados Unidos, 1906) fue una de las primeras dirigentes sindicales de los Estados Unidos y la fundadora del Collar Laundry Union, el primer sindicato de mujeres del país, establecido en Troy, Nueva York en febrero de 1864.

## Biografía
Kate Mullany era una inmigrante irlandesa que llegó con su familia al estado de Nueva York en los Estados Unidos, huyendo de la gran hambruna de Irlanda. Junto con Esther Keegan, una compañera de trabajo, organizó aproximadamente a trescientas mujeres para fundar el primer sindicato femenino del país en 1864, el Collar Laundry Union, del que fue presidenta. Días después, con tan solo 23 años, dirigió una exitosa huelga de seis días para aumentar los salarios y mejorar las condiciones laborales de las mujeres que trabajaban en las lavanderias. La huelga consiguió que obtuvieran el 25 % de aumento.
Como líder sindical asistió al Congreso Nacional del Trabajo en 1868. Durante la reunión fue elegida para el puesto de segunda vicepresidenta de la National Labor Union, pero ella rechazó el cargo y fue elegida secretaria asistente de William H. Sylvis, presidente de la organización. Fue la primera mujer elegida para ocupar un cargo sindical a nivel nacional. Se casó con John Fogarty en 1869 y no tuvieron hijos. El Collar Laundry Union se disolvió en 1970, por lo que no se sabe mucho de su vida después de esa fecha. Murió en 1906 y fue enterrada en el cementerio St. Peter's en Troy, Nueva York.
Mullany ha sido objeto de varios reconocimientos póstumos. Su casa, ubicada en el número 350 8th Street en Troy, fue declarada Hito Histórico Nacional en 1998 y se convirtió en un Sitio Histórico Nacional en 2008. Fue incluida en el National Women's Hall of Fame en el año 2000 y en el Labor's International Hall of Fame en 2016. Fue honrada por el Senado del estado de Nueva York y su hogar forma parte del Women's Heritage Trail (un recorrido turístico del estado).